# Keith Mwila
Keith Mwila, född i november 1966, död 9 januari 1993 i Lusaka, var en zambisk boxare som tog OS-brons i lätt flugviktsboxning 1984 i Los Angeles. I semifinalen förlorade han mot Salvatore Todisco och fick därmed bronsmedaljen. Han blev Zambias första olympiske medaljör.